# Paralygris contorta
Paralygris contorta là một loài bướm đêm trong họ Geometridae.